# Berta Bonastre
Berta Bonastre Peremateu (Matadepera, 3 juni 1992) is een Spaans hockeyster.

## Levensloop
Bonastre genoot haar jeugdopleiding bij Club Deportiu Terrassa, vervolgens maakte ze de overstap naar Atlètic Terrassa. Vanaf 2012 ging ze aan de slag bij Royal Wellington en vanaf 2016 bij Braxgata. In 2019 keerde ze naar haar moederland terug om te gaan spelen bij Club Egara. In 2022 maakte ze bekend uit te komen voor Gantoise.
Daarnaast was ze actief bij het Spaans hockeyteam. In deze hoedanigheid nam ze onder meer deel aan de Olympische Zomerspelen van 2016. Zowel op het wereldkampioenschap van 2018 als het Europees kampioenschap van 2019 behaalde ze brons met de nationale ploeg. In het zaalhockey won ze zilver met de nationale ploeg op het Europees kampioenschap van 2010.